# Falcão-de-pés-vermelhos

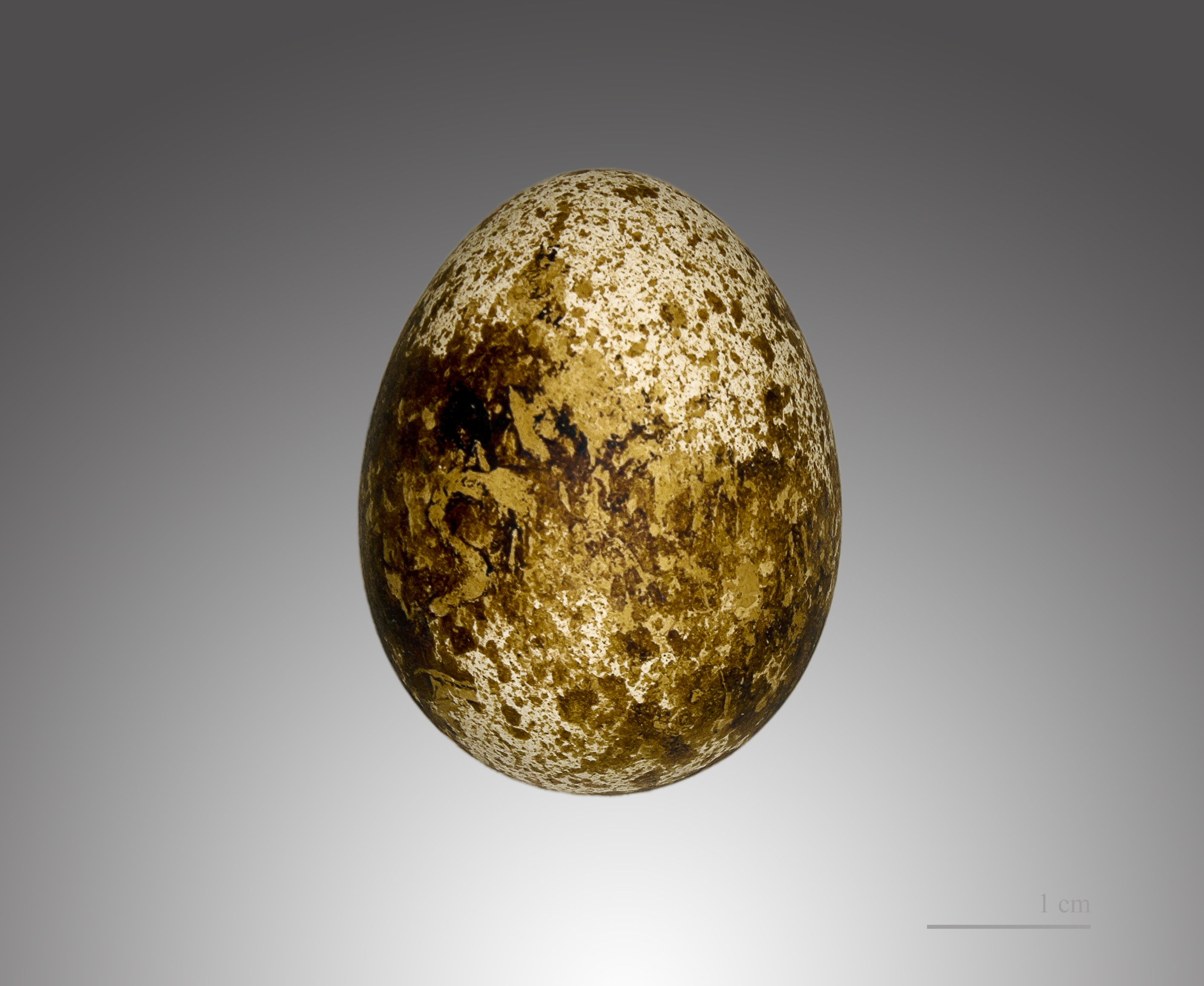
Falco vespertinus

Falcão-de-pés-vermelhos ou falcão-vespertino (Falco vespertinus) é uma ave falconiforme da família dos falconídeos. Como nidificante, distribui-se por uma vasta área, que vai desde o leste da Europa (Hungria e Báltico) até à Mongólia. É uma ave migradora que inverna na África austral.
Os machos são característicos, apresentando a plumagem ardósia, que contrasta com as patas e o bico vermelhos.

## Subespécies
A espécie é monotípica (não são reconhecidas subespécies).